# 贺拔岳
賀拔岳（5世紀?—534年），鲜卑名阿斗泥，神武郡尖山县（今山西省忻州市神池县）人，敕勒族。北魏名將。

## 生平
父親是邊鎮鎮將賀拔度拔，與其兄賀拔允、賀拔勝皆勇猛善戰。賀拔岳粗通經史，善於統軍，且武藝了得，能左右馳射，曾鎮壓破六韓拔陵，轉投爾朱榮。喜歡結交英雄豪傑。武泰元年（528年），北魏孝明帝崩，爾朱榮率兵赴洛陽發動河陰之變，以賀拔岳領二千鐵甲騎兵為先鋒，盡數圍殺滿朝文武百官，扶持孝莊帝元子攸即位，賜爵樊城鄉男。永安三年（530年）隨爾朱天光討伐万俟醜奴，在岐州生擒万俟醜奴、蕭寶夤，一併送到洛陽斬首。收复三秦、河、渭諸郡。官至雍州刺史、骠骑大将军，孝武帝即位，加封關西大行台。永熙三年（534年），在平凉（今甘肃平凉西南）被侯莫陳悦用計所殺，殘部被夏州刺史宇文泰所收。朝廷赠予侍中、太傅、录尚书事、都督关中二十州诸军事、大将军、雍州刺史，谥号武庄。后来贺拔岳的部下收敛了他的遗体，将他葬于雍州北石安原，以王的礼节下葬。

## 家庭

### 祖父
- 贺拔尔头，北魏武川镇军主、龙城县男

### 父亲
- 贺拔度拔，北魏怀朔镇统军、龙城县男

### 兄弟姐妹
- 贺拔允，东魏侍中、征北将军、太尉公、燕郡王
- 贺拔胜，西魏骠骑大将军、开府仪同三司、太师、琅邪贞献公
- 贺拔颎，西魏侍中、持节、都督鄜豳丹北雍四州刺史、骠骑大将军、开府仪同三司、顿丘县公[1]
- 贺拔氏，嫁仪同三司、朔州刺史刘庆，所生女儿嫁贺兰祥

### 子女
- 贺拔纬，北周开府仪同三司、霍国公
- 贺拔仲华，过继给贺拔胜，北周江陵总管、琅邪公
- 贺拔二嬢，次女，嫁北周使持节、大将军、小司寇、安宁穆公王懋[2]

## 延伸阅读
[在维基数据编辑]
 《周書·卷14》，出自令狐德棻《周書》